# Ctenocheles holthuisi
Ctenocheles holthuisi is een tienpotigensoort uit de familie van de Callianassidae. De wetenschappelijke naam van de soort is voor het eerst geldig gepubliceerd in 1978 door Rodrigues.